# Ruwen Faller
Pour les articles homonymes, voir Faller.
Ruwen Faller (né le 22 juillet 1980 à Rheinfelden) est un athlète allemand spécialiste du 400 mètres.

## Biographie
Son record personnel est de 45 s 74, établi en juillet 1999 à Erfurt en Allemagne.

### Palmarès
| Année | Compétition                    | Lieu     | Résultat | Discipline       |
| ----- | ------------------------------ | -------- | -------- | ---------------- |
| 1999  | Championnats d'Europe junior   | Riga     | 1er      | 400 m            |
| 1999  | Championnats d'Europe junior   | Riga     | 1er      | Relais 4 × 400 m |
| 2000  | Championnats d'Europe en salle | Gand     | 2e       | Relais 4 × 400 m |
| 2001  | Championnats du monde          | Edmonton | 8e       | Relais 4 × 400 m |
| 2002  | Coupe du monde des nations     | Madrid   | 7e       | Relais 4 × 400 m |
| 2004  | Jeux olympiques                | Athènes  | 7e       | Relais 4 × 400 m |
| 2006  | Championnats d'Europe          | Göteborg | 4e       | Relais 4 × 400 m |